# Engelbert
Pour les articles homonymes, voir Engelbert (homonymie).
Cet article possède un paronyme, voir Englebert.
Engelbert est un village de la commune néerlandaise de Groningue, situé dans la province de Groningue.
Il faisait partie de la commune de Noorddijk avant 1969, date à laquelle celle-ci a été intégrée à Groningue.